# Phare Evangelistas
Le phare Evangelistas  (en espagnol : faro Evangelistas ou faro Islotes Evangelistas) est un phare du Chili situé à l'embouchure occidentale du détroit de Magellan sur l'archipel Evangelistas. Il est rattaché administrativement à la région de Magallanes et de l'Antarctique chilien. La ville la plus proche est Punta Arenas. Il est destiné à la navigation du Pacifique et du détroit de Magellan.
Il est également appelé phare Pacheco.

## Histoire
Construit en 1895 et mis en service en 1896 par George Slight, c'est l'un des plus anciens phares du détroit de Magellan. Il a nécessité deux années de travail et 80 personnes. Il est équipé d'un transpondeur radar Racon (N). L'archipel Evangelistas est très isolé et exposé au Pacifique.
Au printemps 1913, le navire Yelcho venu approvisionner le phare avec 40 jours de retard à cause des conditions météorologiques, doit ramener le corps du gardien Alfredo Sillard, mort d'une maladie amplifiée par la disette. Le navire revient dans l’anse où il a dû demeurer jours et y enterre le gardien. A fil des années, le cimetière improvisé devient un lieu de pèlerinage, les marins déposant sur la tombe de Sillard des bougies pour que son esprit intercède en leur faveur lors des tempêtes. 
Cette histoire a inspiré le poète Rolando Cárdenas pour son poème Le Fantôme du phare Evangelitas.

## Caractéristique du feu maritime
- Fréquence u feu maritime : 10 secondes (W)
  - Lumière : 0,3 seconde
  - Obscurité : 9,7 secondes